# Sixt-Fer-à-Cheval
Sixt-Fer-à-Cheval település Franciaországban, Haute-Savoie megyében. Lakosainak száma 728 fő (2022. január 1.). Sixt-Fer-à-Cheval Arâches-la-Frasse, Passy, Samoëns és Vallorcine községekkel határos.

## Népesség
A település népessége az elmúlt években az alábbi módon változott:
| Lakosok száma | 781  | 775  | 788  | 769  | 764  | 759  | 752  | 738  | 728  |
|               | 2013 | 2015 | 2016 | 2017 | 2018 | 2019 | 2020 | 2021 | 2022 |